# 斯托克威爾 (印地安納州)
斯托克威爾（英語：Stockwell）是位於美國印地安納州蒂珀卡努縣的一個人口普查指定地區。該地的面積和人口皆未知。

## 地理
斯托克威爾所處的海拔為高於海平面235米（即771英呎），而該地所採用的時區為UTC-5，即北美東部時區（EST）。同時該地設有夏令時間，為UTC-5調快一小時，即UTC-4（EDT）。